# Tempestat a Washington
Tempestat a Washington (títol original en anglès, A Storm Foretold) és un documental del 2023 del director danès Christoffer Guldbrandsen sobre Roger Stone, el moviment Make America Great Again i l'atac al Capitoli dels Estats Units de 2021. Guldbrandsen i el director de fotografia Frederik Marbell van tenir accés a gravar el mateix Stone des del 2018 fins al gener del 2021.
La pel·lícula es va projectar al Festival Internacional de Cinema Documental de Copenhaguen el 2023 i es va estrenar als Estats Units el gener de 2024. Wingman Media va produir la pel·lícula i Abramorama fa de distribuïdor.
Al lloc web de l'agregador de ressenyes Rotten Tomatoes, totes les crítiques recollides són positives, amb una valoració mitjana de 7,5 sobre 10.
Avi Offer de NYC Movie Guru va escriure: "Tempestat a Washington és una visió provocativa, enfurismada, oportuna i il·luminadora de Roger Stone, l'assessor polític de Donald Trump".
Jessica Kiang de Variety es va preguntar: "¿És possible que Roger Stone, el gran manipulador, el mestre titellaire, el poder que hi ha darrere del poder, cregui que l'entretingut, de vegades al·lucinant, però profundament consternat Tempestat a Washington de Guldbrandsen', el mostrarà en una bona imatge? En realitat, el que revela és que Stone i el seu grup participen en la política presidencial com si fos el seu joc privat".